# Aldo Rossi
Aldo Rossi (Milaan, 3 mei 1931 - aldaar, 4 september 1997) was een Italiaans architect. Hij geldt als een van de vooraanstaande architecten en ontwerpers van de twintigste eeuw.

## Biografie
Rossi werd geboren in 1931 in Milaan, waar zijn vader als fietsenmaker werkte. Voordat hij architectuur wilde studeren was Rossi meer geïnteresseerd in theater en film. Deze interesse voor toneelspelen komt terug in het Teatro del Mondo, een drijvend theater dat tussen 1979 en 1980 in de haven van Venetië lag als onderdeel van de Biënnale van Venetië.
Van 1949 tot 1959 studeerde Rossi architectuur aan de polytechnische Hogeschool van Milaan. Van 1955 tot 1964 schreef hij voor het architectuurtijdschrift Casabella Continuità, wat toen onder leiding stond van Ernesto Nathan Rogers. Samen met Luca Meda deed hij in 1964 de planning voor de 53e Triënnale in Milaan. In 1965 werd hij docent aan de polytechnische Hogeschool van Milaan en in het jaar daarop publiceerde hij zijn eerste boek: L'architettura della città (De architectuur van de stad).
Van 1972 tot 1974 was Rossi gastprofessor aan de ETH Zürich. In 1983 leidde hij de 1e Architectuur-Biennale in Venetië. Samen met Umberto Barbieri richtte hij in 1987 een gemeenschappelijk architectenbureau op in Den Haag. In 1988 werd Rossi erelid van de American Institute of Architects en in 1990 won hij de Pritzkerprijs voor architectuur.
Als designer ontwierp hij sinds 1984 gebruiksvoorwerpen zoals kookpotten en koffiepotten voor Alessi. In de jaren 1990 tot 1993 vonden in Parijs, Berlijn, Gent en Amsterdam grote Rossi-tentoonstellingen plaats.
Rossi overleed in 1997 op 66-jarige leeftijd aan de gevolgen van een verkeersongeluk.
In 2008 publiceerde filosoof Johan Sanctorum het boek Passione Urbana, geïnspireerd op de esthetica van Aldo Rossi. Het boek is ook in het Engels vertaald.

## Theorie
De stijl van Rossi wordt veelal gerekend tot het postmodernisme. Hij neemt lokale architectonische archetypen over, om ze in zijn eigen werk te verwerken. Dit valt bijvoorbeeld te zien in het Bonnefantenmuseum in Maastricht, waar het centrale trappenhuis verwijst naar de Montagne de Bueren in Luik, of het Teatro del Mondo, waarin naar de Kerk van San Giorgio Maggiore wordt verwezen.
In L'architettura della città stelt Rossi dat steden een fysiek geheugen zijn voor de lokale bevolking. Het geheel aan straten en gebouwen vormt dus het collectief geheugen voor de inwoners van de stad. Uit de vormentaal hiervan baseerde Rossi zijn ontwerpen. 
Daarnaast past Rossi vrijwel altijd een gereduceerde, heldere vormstructuur toe, die hij de rest van zijn leven trouw zal blijven. Licht en schaduw zijn een bepalend element in zijn vormgeving.

## Bouwwerken (selectie)

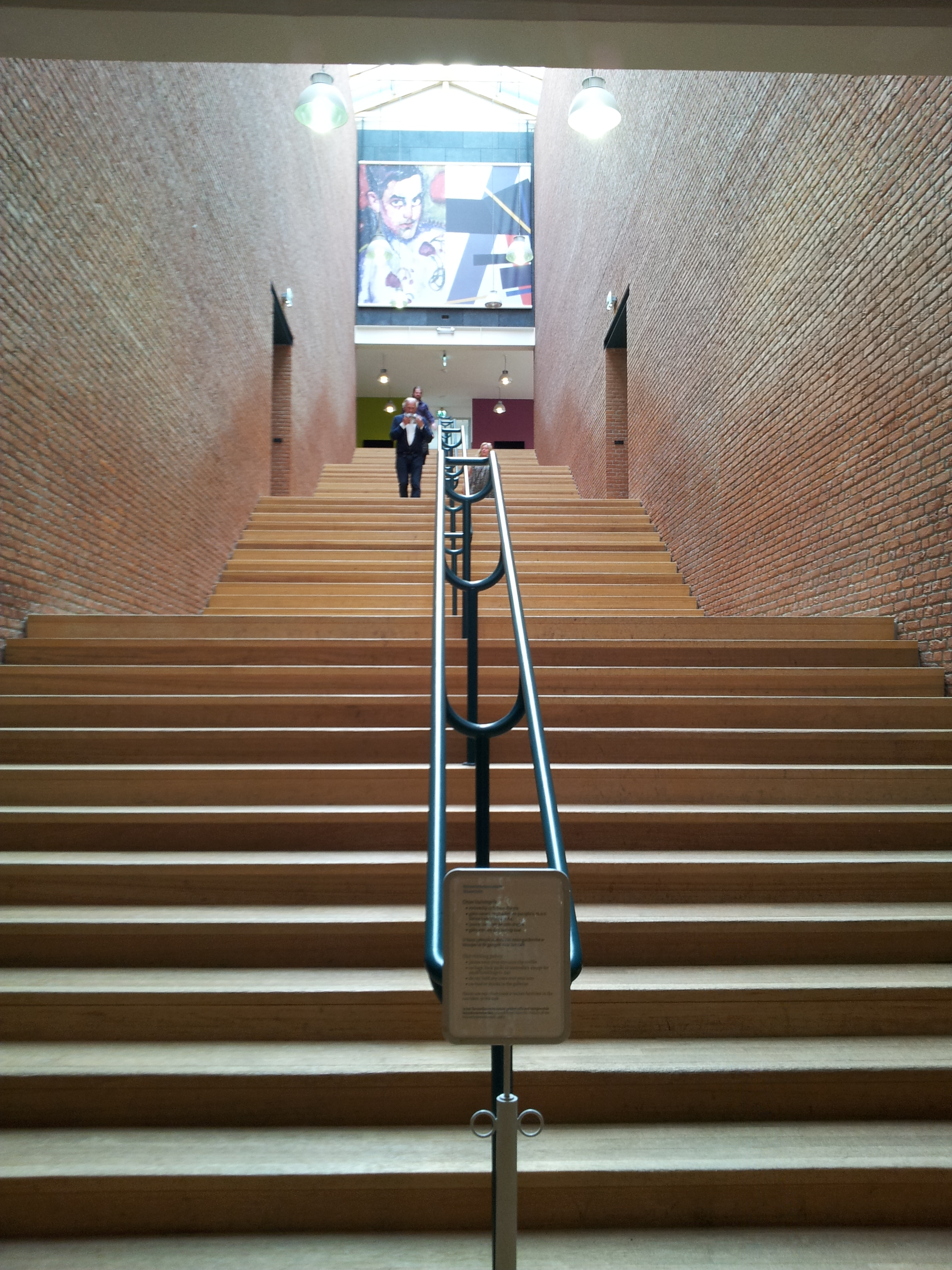
De centrale trap in het Bonnefantenmuseum in Maastricht, geïnspireerd door de Montagne de Bueren

- 1965 Partizanenmonument in Segrate.
- 1968-1973 Woonblok Gallaratese in Milaan (samen met Carlo Aymonino).
- 1971 Samen met Gianni Braghieri de winnaar in de competitie voor de vormgeving van het kerkhof San Cataldo bij Modena, dat van 1980 tot 1984 gebouwd werd.
- 1972 Basisschool in Fagnano Olona.
- 1979 Teatro del Mondo, drijvend paviljoen als onderdeel van de Biënnale in Venetië.
- 1984-1987 Casa Aurora, Turijn.
- 1986 Hotel in Fukuoka, Japan.
- 1988 Deutsches Historisches Museum, Berlijn (niet gerealiseerd).
- 1988 Herinrichting van het voormalige Slachthuisterrein in de Laakhavens in Den Haag.
- 1991 Centrum voor Moderne Kunst in Vassivière, Frankrijk.
- 1992-1995 Bonnefantenmuseum in Maastricht.
- 1992 Vuurtoren in Breda.
- 1992 Uitbreiding en renovatie van het Teatro Carlo Felice in Genua.
- 1997-2000 Gebouw voor onder andere Cirque du Soleil, Berlijn (niet gerealiseerd).
- 2001 (postuum) Scholastic Headquarters, New York.

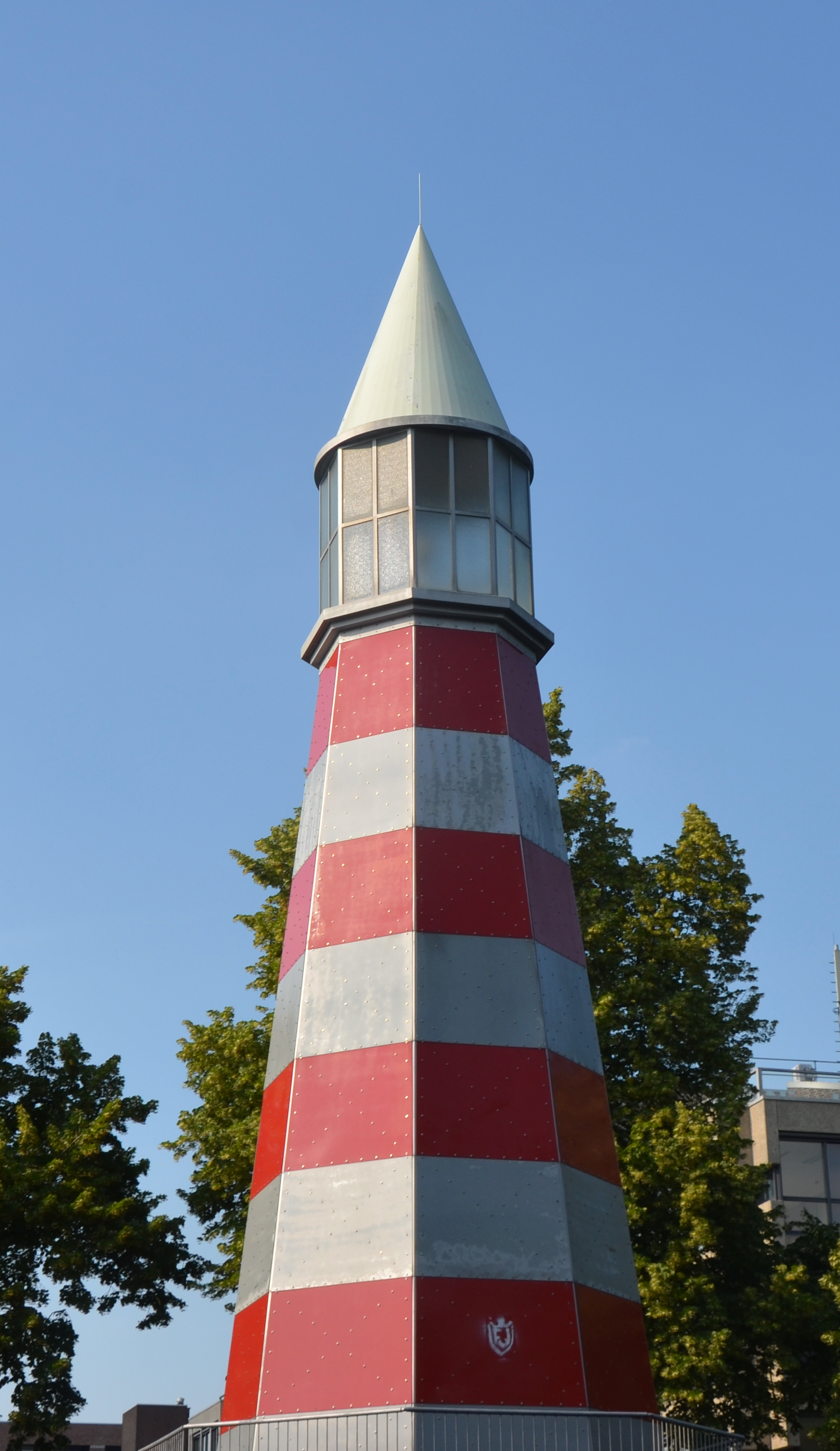
Vuurtoren, Breda
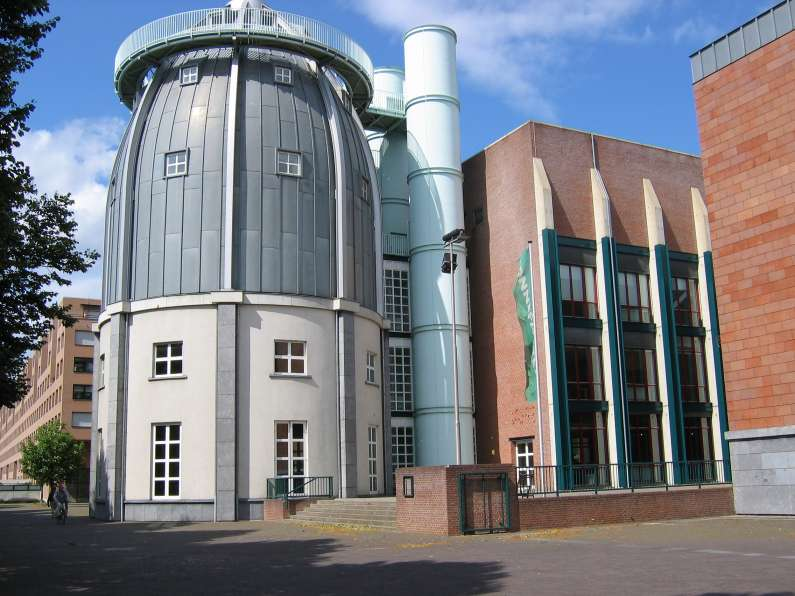
Bonnefantenmuseum, Maastricht
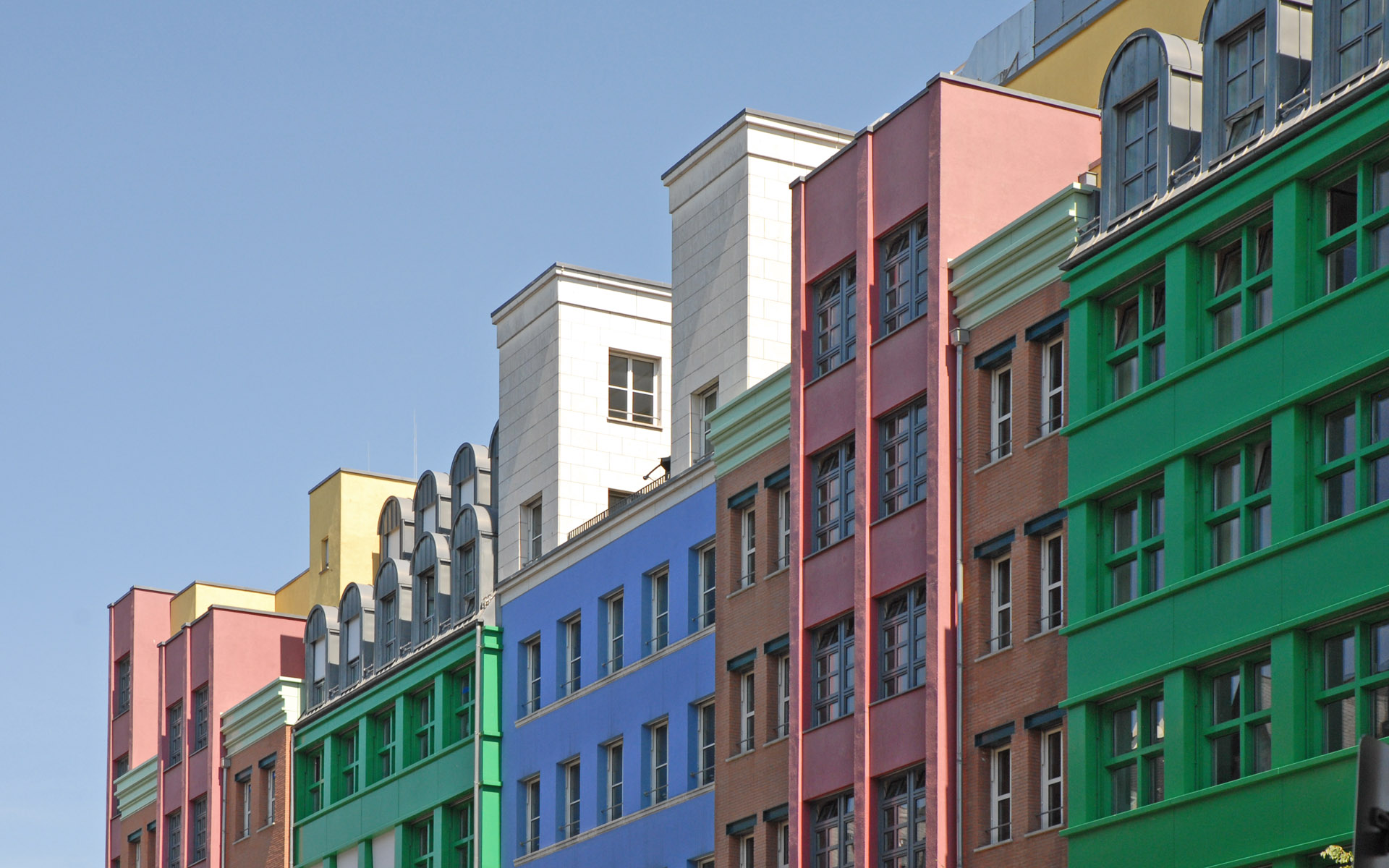
Quartier Schützenstraße, Berlijn
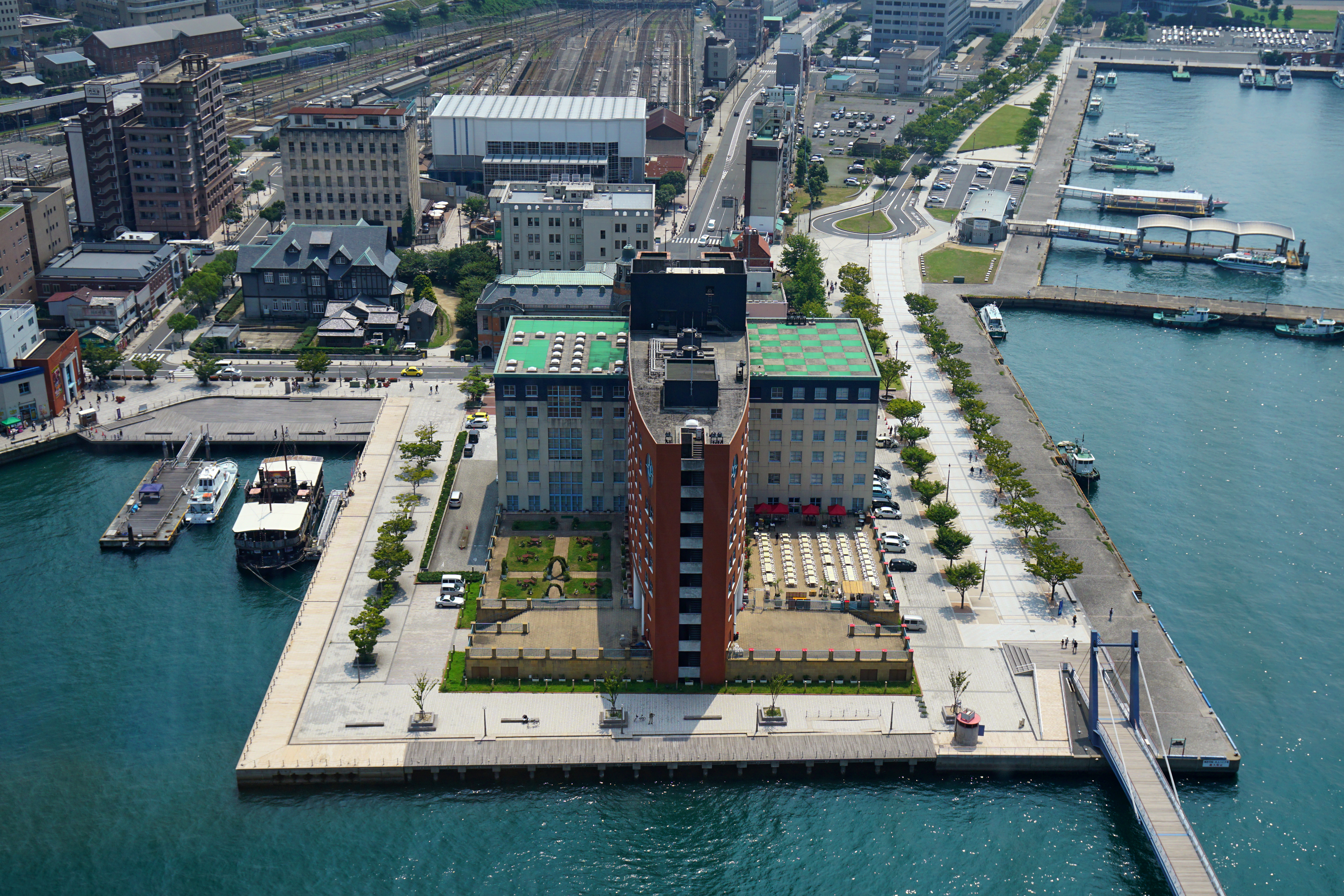
Mojiko Hotel, Fukuoka
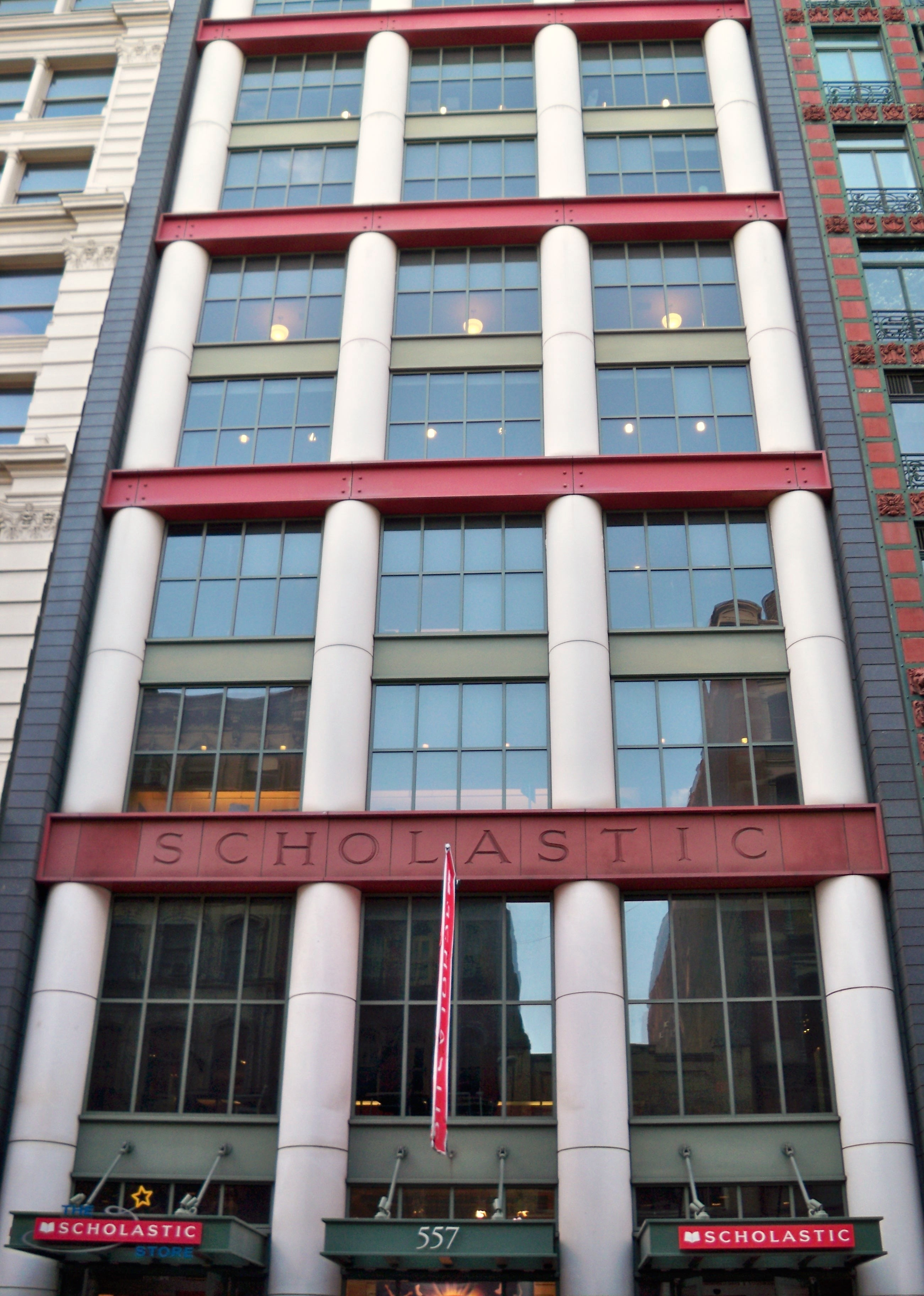
Scholastic Building, New York
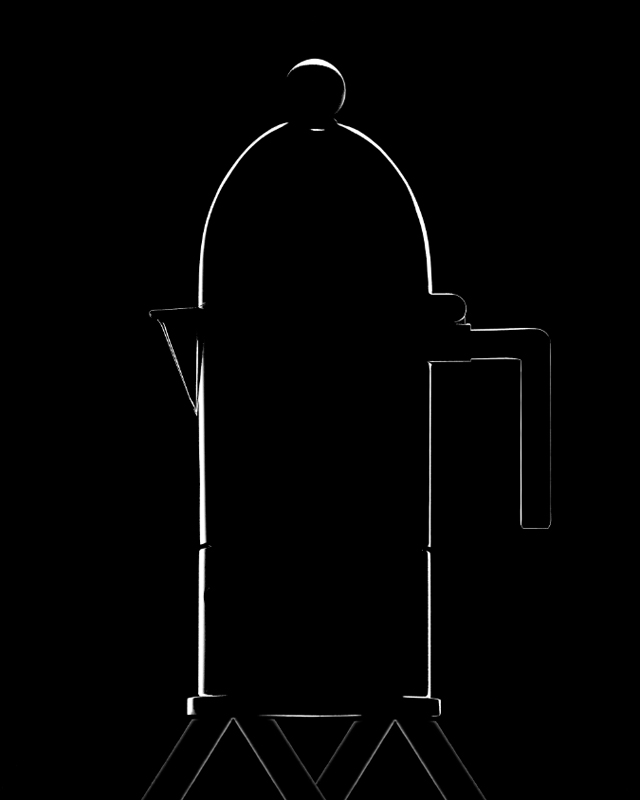
La Cupola, espressomachine geproduceerd door Alessi

## Publicaties van Rossi (selectie)
- 1966 - L'architettura della città
- 1981 - A Scientific Autobiography